# Amitriptilina
Amitriptilina, vendido bajo las marcas comerciales Elavil, Tryptanol, Tryptizol, Laroxyl, Sarotex, Lentizo entre otras, es una medicina usada para el tratamiento de enfermedades mentales, como el Trastorno depresivo mayor y trastornos de ansiedad, el Trastorno por déficit de atención con hiperactividad,  Trastorno bipolar. y la Ensoñación excesiva.    
Otros usos incluyen la prevención de migrañas, el tratamiento del dolor neuropático como la fibromialgia. Es un antidepresivo triciclico (TCA) y su mecanismo de acción no es claro. La amitriptilina se toma vía oral. Está disponible como genérico.
Los efectos secundarios comunes incluyen resequedad en la boca, dificultad para ver, presión arterial baja al incorporarse, disminución de la libido, somnolencia y estreñimiento. Los efectos secundarios graves pueden incluir convulsiones, un mayor riesgo de suicidio en personas menores de 25 años, retención urinaria, glaucoma y una serie de problemas cardíacos. No debe tomarse con inhibidores MAO o la medicación cisaprida. La amitriptilina puede causar problema si se toma durante el embarazo, aunque su uso durante la lactancia parece ser relativamente seguro.
La amitriptilina fue descubierta en 1960 y aprobada por la Food and Drug Administration (FDA) de Estados Unidos en 1961. Está en la lista de medicamentos esenciales de la Organización Mundial de la Salud como una de las medicinas más efectivas y seguras requeridas en un sistema de salud. El costo mayorista en el mundo en desarrollo a 2014 estuvo entre 0.01 y 0.04 USD por dosis. En los Estados Unidos cuesta alrededor de 0.20 USD por dosis.

## Usos
La amitriptilina se ha aprobado para el tratamiento de la depresión clínica, así como la melancolía de involución y otras psicosis de la tercera edad. Las dosis habituales son de 25 a 150 mg al día, normalmente la mitad cuando se administra a ancianos y adolescentes. Puede también tener efectos positivos en pacientes con enuresis nocturna, es decir, la pérdida involuntaria de orina durante el sueño. En niños entre 7 y 10 años de edad, la dosis tiende a ser de 10 a 20 mg y en niños de mayor edad de 25 a 50 mg en la noche por no más de 3 meses. En algunos países europeos se usa oficialmente como medida preventiva en pacientes con cefalea tensional o migrañas crónica frecuentes, usualmente a dosis de 25 a 75 mg. También es corriente su uso en casos de fibromialgia y pacientes con trastornos del sueño e insomnio.

## Mecanismo de Acción
La amitriptilina inhibe la recaptación neuronal de serotonina y noradrenalina de la sinapsis en el sistema nervioso central, lo que aumenta su disponibilidad en la sinapsis para causar neurotransmisión en la neurona sináptica posterior. La amitriptilina se metaboliza por las enzimas del citocromo P450 en el hígado a la nortriptilina, que también actúa como un inhibidor de la recaptación de noradrenalina, lo que potencia los efectos antidepresivos de la amitriptilina.

## Efectos secundarios
Los efectos adversos  frecuentes del uso de la amitriptilina incluyen la sequedad bucal, ganancia notable de peso, náuseas, psicosis, efectos anticolinérgicos, estreñimiento, vértigo, visión borrosa, trastornos del ritmo cardíaco, hipotensión postural y algunos síntomas extrapiramidales. Algunos niños, adolescentes y adultos han experimentado sentimientos suicidas durante la administración de amitriptilina.